# 才木玲佳
才木玲佳（日语：／ Saiki Reika，1992年5月19日—），日本偶像、模特、演员、职业摔跤手，埼玉县出身，毕业于庆应大学文学部。她曾经是偶像团体“Cheer♡1”的成员，也作为组合DEADLIFT LOLITA中的一员活动，所属事务所为ONE EIGHT PROMOTION INC.。因身材矮小且富有肌肉而在日本爆红，以标志性的双马尾发型示人，被粉丝称其“最萌的二头肌美少女”，又因其大学学历而被称为“高学历偶像”。
2022年3月26日宣布从职业摔跤引退和肌肉毕业，关于引退理由，才木提到不想再被“肌肉偶像”这一身份所束缚，因此想要尝试更广阔的工作，如今对谜题感兴趣，开设了Youtube频道。

## 经历

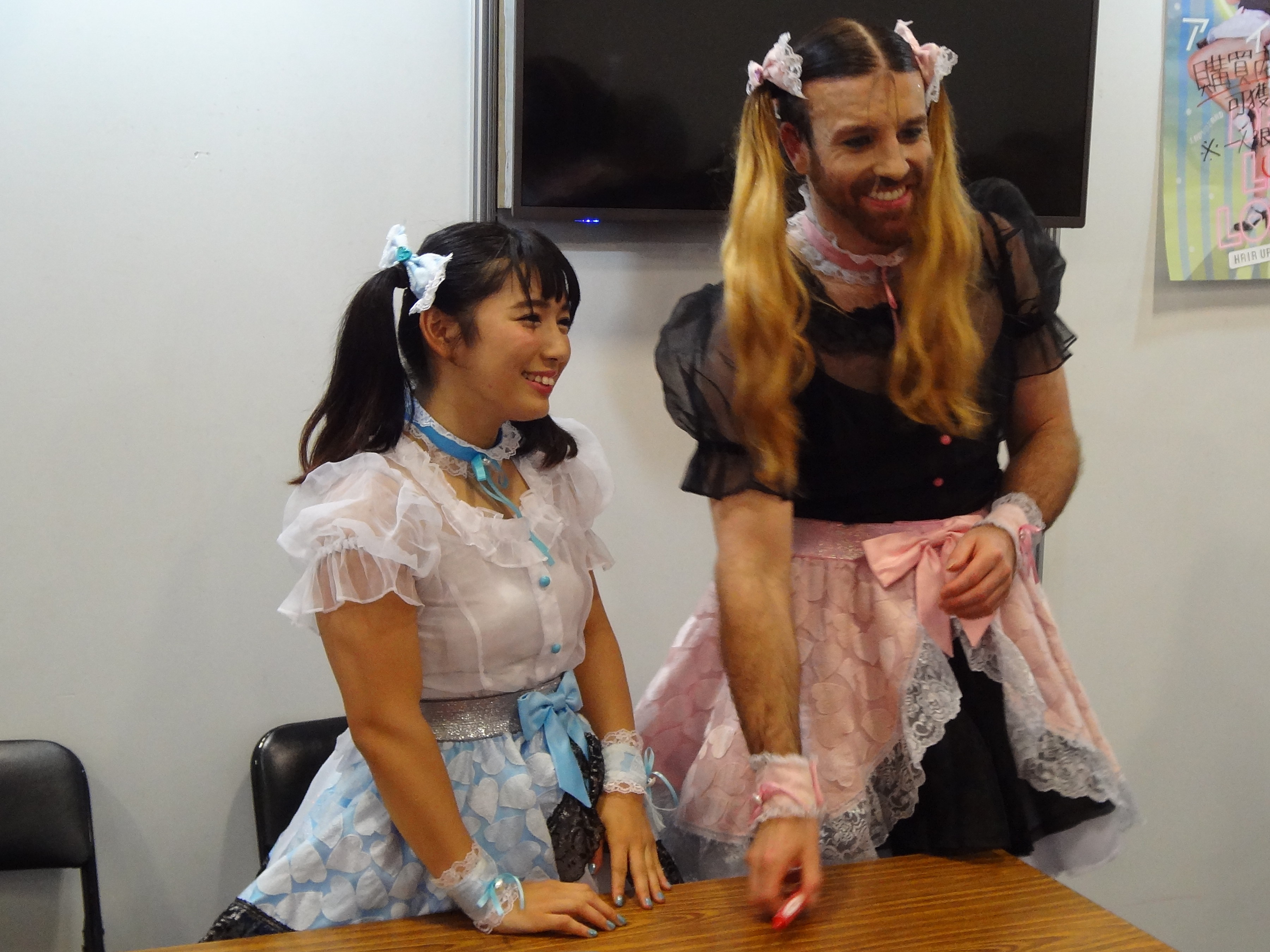
2017年8月13日，Deadlift Lolita

2014年才木玲佳自日本庆应大学文学部毕业。12月27日，由WRESTLE-1和K-1GYM总本部在东京新宿GEN体育馆主办的球迷感谢祭上，才木玲佳加入Cheer♡1偶像团体，即日本职业摔跤组织WRESTLE-1的专属啦啦队，自此才木玲佳开始出道。
2015年3月10日，在Krush格斗技大会上被选拔为Krush女孩成员，新选拔的三位Krush女孩就来自于Cheer♡1。
2015年4月起，在BLEACH女子学校高等学部担任国语和日本史的讲师。
2015年6月21日，参加第六届k-1挑战2015业余格斗大赛，8月作为嘉宾参加了第一届k-1全日本格斗大会。15日作为出道战，在第一届k-1全日本格斗大会C级女子50公斤以下级别赛上与园山实里（混合跆拳道升龙）对战，结果以1-2落败。才木擅长用肌肉锻炼后练出的右臂出钩。10月，作为一期生进入WRESTLE-1设立的职业摔跤综合学院，半年毕业后以成为职业摔跤手为目标。
2015年7月1日，她担任Bayfm电台的SUMMER CAMPAIGN记者。
2017年2月，与澳大利亚异装职业摔跤选手Lady Beard共同建立组合DEADLIFT LOLITA，此后从4月开始，每月与东京视觉艺术公司合作举办一次现场音乐会。
2018年11月3日，宣布自2019年3月起从Cheer♡1毕业，之后更加集中专注于肌肉锻炼。
2019年8月14日以武藤直傳的閃光魔術師膝擊拿下AWG單打王座，但同月29日在比賽中受傷，被诊断为右側下顎角部骨折，此后進入長期休養。
2020年11月21日，参加在江户川区综合文化中心举行的Muscle Gate Tokyo健美比赛，获得女子健体第一名。

### 引退
自从受伤后，才木工作重心逐渐转向艺能活动。2022年3月26日，才木玲佳宣布从职业摔跤引退和肌肉毕业。5月3日，在东京女子职业摔跤大会上，与Cheer♡1时期的后辈遠藤有栖完成3分钟表演赛后正式退役。

## 人物
- 在Cheer♡1组合以黄色为标志色。
- 身高虽然是150cm，但才木在接受采访时表示“不足150cm”[2]，她在Cheer♡1的活动中以C位出道，站在最中间。
- 才木本人强调自己想成为独一无二的肌肉偶像。她解释说：“我的目标并不是好身材，是强壮坚硬的肌肉女，想练成连男性看了都会觉得帅气的身材”[5]。
- 汉字检定准1级，世界遗产检定2级，她想要打卡的世界遗产景点是波兰维利奇卡盐矿。
- 中学时期想加入学校的足球部，但因为没有女子足球部从而加入归宅部。大学时期写了一篇反现实为主题的毕业论文。
- “我是肌肉担当，充满元气！干劲！的才木玲佳！”（筋肉担当！ 元気！ やる気！ 才木玲佳です）是她的专属口号[6]。

## 职业摔跤记录

### 2016年
- 3月30日，在东京WRESTLE-1道场的“职业摔跤综合学院一期学生毕业赛”上首次亮相，与木村花对决。首场比赛用白星装饰。
- 4月24日，在WRESTLE-1春日部立方体锦标赛的第二场比赛中不敌木村花。
- 5月15日，在WRESTLE-1千叶蓝场比赛中，第三次与木村花对决，结果获胜。
- 5月26日，她宣布将定期参加东京女子职业摔跤比赛。
- 6月15日，在东京女子职业摔跤杯比赛中，与泷川梓在对战中获胜。

### 2017年
- 7月30日，在东京女子职业摔跤新宿FACE锦标赛上获得第四届东京公主杯冠军，决赛的对手是坂崎ユカ。
- 8月26日，在东京女子职业摔跤后乐园比赛中挑战坂崎ユカ，再度获得东京公主杯冠军。

### 2018年
- 1月4日，在东京女子职业摔跤后乐园比赛中，输给了山下实优。
- 5月3日，在东京女子职业摔跤后乐园比赛中，她与小橋マリカ挑战了NEO美威獅鬼軍，再度获得第三代东京公主杯冠军。
- 8月25日，她与Magical sugar rabbits（瑞希、坂崎ユカ）对阵，未能卫冕东京公主杯冠军。

### 2019年
- 2月13日，在东京WRESTLE-1后乐园锦标赛上，她宣布将从Cheer♡1毕业并加盟W-1。

## 入场曲
- Ready Go!!!!! / Cheer♡1
- I Love It / Icona Pop

## 出演

### MV
- 紗倉ひびき（菲魯茲·藍）、街雄鳴造（石川界人）《お願いマッスル》（拜托了肌肉）（2019年） - 女子高中生 役